# Лейдерман, Юрий Александрович
Юрий Александрович Лейдерман (род. 1963, Одесса) — украинский художник и писатель.

## Биография
Родился в 1963 году в Одессе. С 1982 года участвовал в неофициальных художественных выставках в Москве и Одессе.
В 1987 окончил Московский химико-технологический институт им.Д.И.Менделеева.
Выступил одним из основателей художественной группы «Инспекция „Медицинская герменевтика“» и был в её составе до 1991 года. Участвовал в выставках Апт-арта и Клуба авангардистов (КЛАВА). Участник многочисленных интернациональных выставок современного искусства, в том числе бьеннале в Венеции (1993 и 2003), 1-го Европейского бьеннале «Манифеста» (1996, Роттердам), бьеннале в Стамбуле (1992), Сиднее (1998), Шанхае (2004) и т. д. Стихи, проза, эссе Лейдермана опубликованы в журналах «Место печати», «Зеркало», «Искусство кино», «Русская проза», интернет-журнале «TextOnly» и пр. Лауреат Премии Андрея Белого за книгу «Олор» (2005). С 2005 года совместно с Андреем Сильвестровым работает над кино-проектом «Бирмингемский орнамент»: фильмы «Бирмингемский орнамент» (2011), «Бирмингемский орнамент. Часть 2» (2013, специальный приз жюри Римского кинофестиваля в категории «кино XXI века»), "Одесса. Фрагмент 205" (2015). Живет в Берлине.

## Персональные выставки (избранные)
- 2013 — «Портреты в тростниках». Галерея Мишель Райн, Париж.
- 2013 — «Новые работы». Галерея Грегор Поднар, Берлин
- 2010 — «Место памяти». Государственный центр современного искусства (ГЦСИ), Москва.
- 2010 — «Самиздат». Галерея Траверсе, Мюнхен
- 2010 — «Видения Ганса Касторпа». Галерея Грегор Поднар, Берлин
- 2009 — «Береги честь смолоду». Музей Фолькванг в здании RWE, Эссен
- 2008 — Центр Современного Искусства, Женева
- 2008 — «Третье тысячелетие». Галерея Грегор Поднар, Берлин
- 2007 — «Геопоэтика». Галерея Траверсе, Мюнхен
- 2007 — «Бирмингемский Орнамент». IKON, Бирмингем
- 2007 — «Вот приходит швейцарский капитан домой и видит: на столе круглая коробка». ММСИ, Москва
- 2006 — «На берегу. Танцы убитых троянцев». Галерея KU, Таллин
- 2005 — «Колумбарные машины». Галерея Элизабет Кауфманн, Цюрих
- 2005 — «Геопоэтический отчет». Музей Современного Искусства, Марсель
- 2004 — «Перформансы Димы Блайна». Галерея Мишель Райн, Париж
- 2004 — «Кефирные грибки отправляются в полет». Галерея Грегор Поднар, Кран, Словения
- 2004 — Le Quartier. Кемпер, Франция
- 2003 — «Голозадый Бременский цветок». ГЦСИ, Москва
- 2002 — «Подмышки утиного крыла». GAK, Бремен
- 2002 — «Давать имена кефирным грибкам». Музей Герцлии, Израиль
- 2002 — «Геологи: Север против Юга». le Creux de l’Enfer, Тьер, Франция
- 2000 — «Имена электронов». Галерея Мишель Райн, Париж
- 2000 — «Одиссей и Диомед». Галерея SULUJ, Белград
- 1999 — «Котом изучать историю Европы и счастье измерять в собачках». Галерея Мишель Райн, Тур, Франция
- 1999 — «Кружки и комочки». Галерея Шкуц, Любляна

## Книги Юрия Лейдермана
- Имена электронов. — СПб.: Новая Луна, 1997. — 228 с. — ISBN 5-85263-128-0.
- Олор. — М.: Новое литературное обозрение, 2004. — 416 с. — ISBN 5-86793-301-6.
- Цветник. — Вологда: Библиотека московского концептуализма Германа Титова, 2012. — 440 с. — ISBN 978-5-91967-090-2.
- Заметки. — Вологда: Библиотека московского концептуализма Германа Титова, 2013. — 560 с. — ISBN 978-5-91967-114-5.
- Моабитские хроники. — Киев: Vozdvizhenka Arts House, 2017. — 328 с. — ISBN 978-617-7393-51-0.

## Фильмы Юрия Лейдермана
- Бирмингемский орнамент 2 (2013)
- Бирмингемский орнамент (2010)